# Beate Grimsrud
Beate Grimsrud (28 de abril de 1963 — 1 de julho de 2020) foi uma romancista e dramaturga norueguesa. Ela nasceu em Bærum e se estabeleceu na Suécia. Entre seus livros estão Continental Heaven de 1993, Å smyge forbi en øks de 1998 e Søvnens lekkasje de 2007. Seu romance En dåre fri de 2010 foi agraciado com o Norwegian Critics Prize for Literature. Ela escreveu o roteiro do filme Ballen i øyet de 2000. Ela recebeu o Prêmio Dobloug em 2011.

## Morte
Faleceu em 1 de julho de 2020 ao 57 anos, devido ao câncer de mama.